# The Copper Scroll of Mary Magdalene
The Copper Scroll of Mary Magdalene, conosciuto anche come The Rebel Jesus o Rebel Jesus, è un film statunitense del 2004 diretto da Larry Buchanan.

## Trama
Ambientato a Gerusalemme e a Qumran, è una storia alternativa della vita di Gesù e tocca argomenti quali la setta ebraica degli Esseni e i Manoscritti del Mar Morto.

## Produzione
Il film è stato prodotto, scritto e diretto dal regista di B-Movie Larry Buchanan ed ha vissuto una produzione lunga e travagliata. Buchanan morì il 2 dicembre 2004 quando il film non era stato ancora ultimato e Tony Houston prese in mano la direzione per completarlo. La produzione era iniziata nel lontano 1972 con il titolo di Rebel Jesus e Buchanan ne annunciò la distribuzione in four-walling a partire dal 1974, ma non riuscì mai a completarlo continuando a lavorare su di esso per molti anni. Nella storia presentata da Buchanan, Gesù era sopravvissuto alla morte sulla croce vivendo poi per molti altri anni e venendo perseguitato dal centurione addetto alla crocifissione. Buona parte del film fu girato in Tunisia (a Sidi Dris).